# InterContinental Moscow Tverskaya
Інтерконтиненталь Москва Тверська — п'ятизірковий готель у центрі Москви. Належить до міжнародної групи компаній «InterContinental Hotels Group».

## Історія

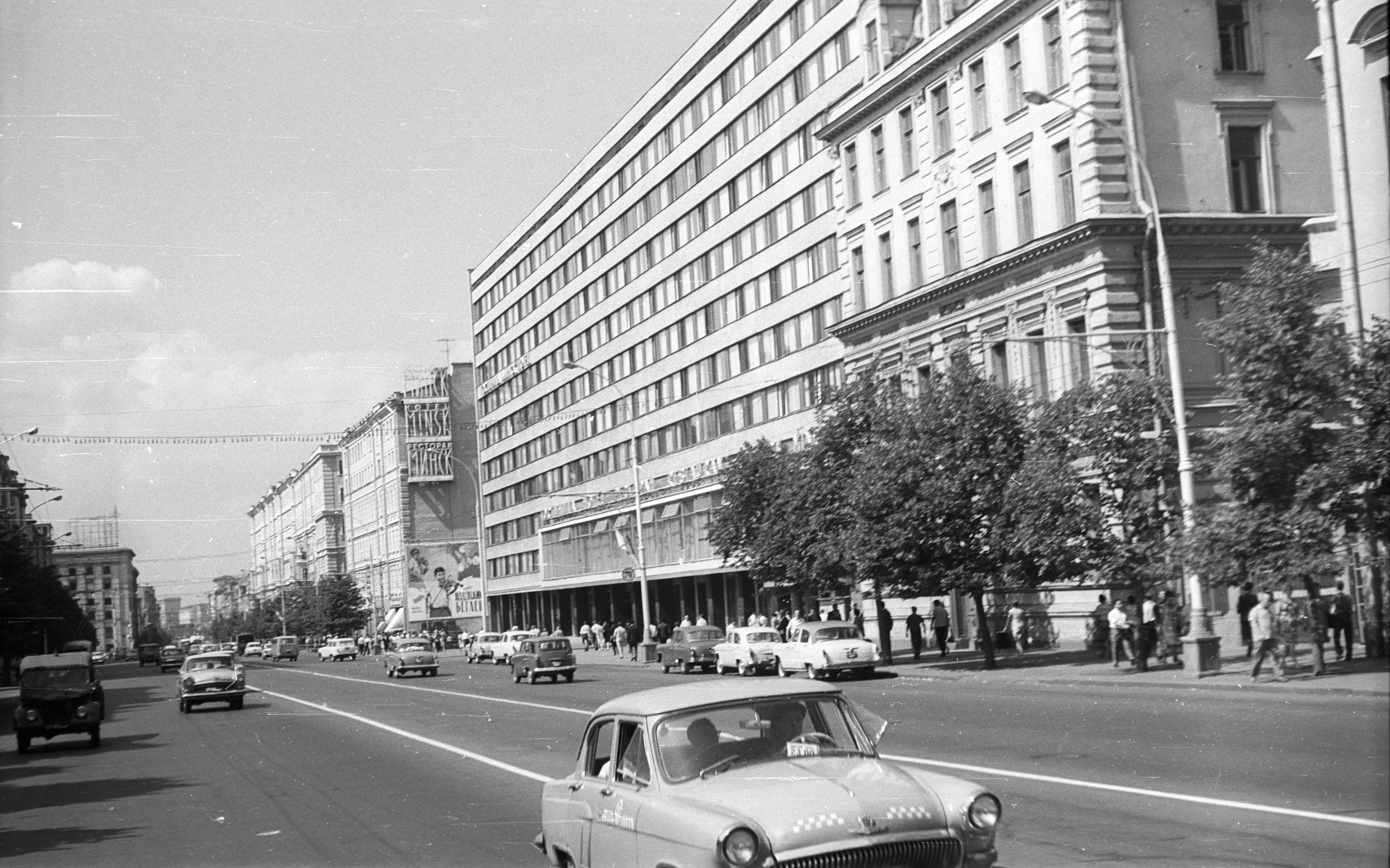
Готель «Мінськ» (1966)

У 1964 році на місці теперішнього готелю було побудовано готель «Мінськ» на 335 номерів. «Мінськ» був тризірковим готелем, що проіснував до 2006 року, коли будівлю було повністю зруйновано. Надалі компанія InterContinental розпочала будівництво нової будівлі, яку обіцяли побудувати 2008 року. Новий готель мав стати першим п'ятизірковим готелем групи «InterContinental Hotels Group» у Російській Федерації, проте терміни побудови затягнулися спочатку до 2010 року, а відкриття надалі переносилося на листопад 2011 року, та остаточно відбулося 16 лютого 2012 року.

### Відомі мешканці
У готелі «Мінськ» під час зйомок кінофільму «Біле сонце пустелі» помер актор Павло Луспекаєв.

## Розташування
Неподалік знаходяться станції метро Пушкінська і Тверська, з яких по двох різних лініях ходять потяги до інших районів Москви.

## Особливості
Інтер'єр готелю розроблений лондонською студією «Alex Kravetz Design». Готель має 203 кімнати.